# Sud-Comoé
Le Sud-Comoé est une région de Côte d'Ivoire, située dans le district de la Comoé. Son chef-lieu est Aboisso. Elle a une superficie de 7 278 km2 et une population estimée à 656 150 habitants en 2010 (densité : 90,2 hab./km2) et regroupe les villes d'Aboisso, Adiaké, Ayamé, Grand-Bassam, Bonoua, Tiapoum et Maféré.
Cette région est située au sud-est du pays à la frontière avec le Ghana à l'est, le long de l'océan Atlantique au sud.
Elle est peuplée en majorité par les Agnis. En 2021, sa population est de 784 893 habitants.

## Démographie
| 1988    | 1998    | 2010    | 2021    |
| ------- | ------- | ------- | ------- |
| 328 365 | 459 487 | 656 150 | 784 893 |

## Départements et sous-préfectures
- Aboisso[2]
  - Aboisso
  - Adaou
  - Adjouan
  - Ayamé
  - Bianouan
  - Kouakro
  - Maféré
  - Yaou
- Adiaké
  - Adiaké
  - Assine-Mafia
  - Etuéboué
- Grand-Bassam
  - Bongo
  - Bonoua
  - Grand-Bassam
- Tiapoum
  - Noé
  - Nouamou
  - Tiapoum

## Politique
Unique candidat, Eugène Aouélé Aka (Rassemblement des houphouëtistes pour la démocratie et la paix, RHDP) est élu président du conseil régional lors de l'élection régionale d'avril 2013. Il est réélu lors de l'élection régionale d'octobre 2018 avec 73,76 % des voix, devant le candidat indépendant Aimé Lookensey Amangoua qui obtient 24,25 % des voix. Eugène Aouélé Aka est réélu lors de l'élection de septembre 2023 avec 62,3 % des voix devant Daniel Miessan (indépendant, 18,7 %) et Georges Armand Ouégnin (Parti des peuples africains – Côte d'Ivoire, 12,3 %).